# Калибр
Кали́бр (от фр. calibre), кали́бер — числовое выражение характеристики диаметра ствола; одна из основных величин, определяющих мощность огнестрельного оружия.
Калибр измеряется у гладкоствольного оружия по внутреннему диаметру ствола, у нарезного — либо по расстоянию между противоположными полями нарезов (в странах бывшего СССР) либо по расстоянию между дном противоположных нарезов (NATO), у снарядов (пуль) калибр определяется их наибольшим диаметром. Орудия с коническим стволом характеризуются входным и выходным калибрами.

## Калибр нарезного стрелкового оружия
Калибр обозначается как на оружии, так и на патронах. Однако при одинаковых цифрах калибра диаметры каналов стволов (и пуль) могут различаться. Например, патроны 9 × 18 Макаров и 9 × 19 мм Парабеллум (или 9 × 17 Браунинг) имеют одинаковый калибр 9 мм. У пистолета Макарова расстояние между полями (наименьший диаметр канала ствола) — 9 мм, расстояние между нарезами — 9,27 мм, диаметр пули — 9,25 мм. У оружия под второй боеприпас расстояние между полями — 8,8 мм, расстояние между нарезами — 9 мм, диаметр пули — 9,03 мм.
Калибр нарезного стрелкового оружия в странах, использующих английскую систему мер, измеряется в долях дюйма: в США — в сотых (0,01 дюйма), в Великобритании — в тысячных (0,001 дюйма). В записи ноль целой части числа и обозначение единицы измерения (дюйма) опускаются, в качестве десятичного разделителя используется точка: .45, .450. В русских текстах традиционные английские и американские калибры записываются так же (с точкой, а не запятой, принятой в России десятичным разделителем): калибр .45, калибр .450; в разговорной речи: сорок пятый калибр, четыреста пятидесятый калибр.
В России до 1917 года и ряде других стран калибр измерялся в линиях. Одна линия равна 1/10 дюйма (0,254 см или 2,54 мм). В современной речи укоренилось название «трёхлинейка», что буквально означает винтовку образца 1891 года (системы Мосина) калибра в три линии, или 7,62 мм.
В странах, использующих метрическую систему мер (в частности, в России), калибр измеряется в миллиметрах, в обозначении через знак умножения добавляют длину гильзы: 9 × 18 мм. Нужно учитывать, что длина гильзы является не характеристикой калибра, а характеристикой патрона. При одном и том же калибре патроны могут быть разной длины и иметь разную длину гильзы. На Западе подобная цифровая запись используется в основном для армейских патронов. Для гражданских патронов к калибру обычно прибавляют название фирмы или стандарта патрона: .45 Colt, .41 S&W, .38 Super, .357 Magnum, .220 Russian. Встречаются и более сложные обозначения, например, несколько обозначений одного и того же патрона: девять миллиметров, Браунинг, короткий; триста восемьдесят, авто; девять на семнадцать. Приведённое положение дел обусловлено тем, что практически каждая оружейная фирма имеет свои запатентованные патроны разных характеристик, а принимаемый на вооружение или в гражданский оборот иностранный патрон получает новое обозначение.
Классификация калибров стрелкового оружия:
- малокалиберные (менее 6,5 мм)[4],
- нормального калибра (6,5—9,0 мм),
- крупнокалиберные (9,0—20,0 мм).

Калибр до 20 мм — стрелковое оружие, 20 мм и выше — артиллерия.
Как правило, стрелковое оружие от артиллерийского различается по типу боеприпасов. Стрелковое оружие предназначено для стрельбы пулями, а артиллерийские системы стреляют снарядами. При этом для нарезного огнестрельного оружия одним из отличий пуль от снарядов является то, что пули при прохождении по каналу ствола врезаются в нарезы своей оболочкой. Это создаёт вращательный момент, повышающий устойчивость пули в полёте. Снаряду же при выстреле придаётся вращение с помощью ведущих поясков (изготовляемых из материалов меньшей твёрдости, чем оболочка корпуса снаряда). Обычно используются ведущие пояски из меди; а, например, новое поколение снарядов для российских 30-мм авиационных и морских пушек использует пластмассовые ведущие устройства.
Наиболее распространённые калибры пистолетов, винтовок и автоматов:
- .577 (14,7 мм) — самый крупный из серийных, револьвер «Элей» (Великобритания);
- .50 (12,7 мм) — используется для крупнокалиберных пулемётов и снайперских винтовок;
- .45 (11,43 мм) — «национальный» калибр США, самый распространённый на Диком Западе; в 1911 году самозарядный пистолет Кольт M1911 такого калибра поступил на вооружение армии и флота и, с незначительными изменениями в 1926 году, прослужил до 1985 года, когда вооружённые силы США перешли на 9 мм для Beretta 92; в гражданском обороте продолжает использоваться;
- .40 (10,2 мм) — относительно новый пистолетный калибр; обеспечивает лучшую эффективность, за что получил большую популярность в силовых структурах США;
- .38; .357 (9 мм), считается в настоящее время наилучшим для короткоствольного оружия (меньше — патрон «слабоват», больше — пистолет слишком громоздкий и тяжёлый, сильная отдача);
- .32 (8 мм), изначально создавался под револьвер Smith & Wesson модели 1½, затем стал использоваться разными компаниями («Colt», «Harrington & Richardson», «Hopkins & Allen», «Iver Jonson», «Smith & Wesson», «Bayard», «Pickert») в карманных револьверах;
- 7,62 мм (.30) — калибр револьвера системы Нагана, пистолета ТТ, винтовки Мосина, самозарядного карабина Симонова, автомата Калашникова, ручного пулемета Калашникова, снайперской винтовки Драгунова, пулемётов ПК/ПКМ/ПКТ;
- .25 (6,35) — калибр карманных «дамских» пистолетов (например, Байярд), а также японских винтовок «Арисака» ранних модификаций.
- .22 LR (5,6 мм) — калибр боеприпасов винтовки ТОЗ-8 (ТОЗ-10, ТОЗ-12);
- .223 (5,56 мм) — калибр боеприпасов автоматической винтовки M16;
- 5,45 мм — калибр боеприпасов АК-74;
- 2,7 мм — самый маленький калибр из серийных; применялся в пистолете «Колибри» системы Франца Пфаннля (Австрия).

## Калибр гладкоствольного или другого охотничьего оружия
В гладкоствольном оружии калибр определяется особым способом: число калибра обозначает, сколько одинаковых свинцовых сфер (пуль) можно отлить из одного английского фунта свинца (453,59237 г). Диаметр этих сфер соответствует диаметру канала ствола в его средней части. Чем меньше диаметр ствола, тем большее количество таких пуль удаётся изготовить из фунта свинца. Поэтому, например, ствол двадцатого калибра имеет меньший диаметр, чем ствол десятого, а шестнадцатый калибр — меньше, чем двенадцатый.
По гладкоствольному калибру (K) найти диаметр ствола (D) в мм можно по формуле:
{\displaystyle D=2\cdot {\sqrt[{3}]{\frac {3\cdot \left({\frac {453{,}59237}{11{,}3415\cdot K}}\right)}{4\cdot \pi }}}\cdot 10=20\cdot {\sqrt[{3}]{\frac {9,54719312}{K}}}}
Также можно воспользоваться формулой определения калибра (K) по диаметру ствола (D, см):{\displaystyle K={\frac {453,592\cdot 6}{\pi \cdot {{D}^{3}}\cdot 11,3415}}\approx {\frac {76,3829}{{D}^{3}}}}
В обозначении калибра патронов к гладкоствольному оружию, как и при обозначении патронов к нарезному оружию, принято указывать длину гильзы, например: 12/70 — патрон 12 калибра с гильзой длиной 70 мм. Наиболее часто встречающиеся длины гильз: 65 мм, 70 мм, 76 мм (Magnum); наряду с ними встречаются 60 мм (Short) и 89 мм (Super Magnum).
Наибольшее распространение в России имеют охотничьи ружья 12 калибра. Встречаются (в порядке убывания распространённости) 20, 16, 28, .410, 32, 36, 24, причём распространение .410 обусловлено исключительно выпуском карабинов «Сайга-410К» соответствующего калибра, 32 и 36 калибры распространены довольно редко и зачастую взаимозаменяемы, а 24 калибр практически не встречается, так как выпуск оружия этого калибра прекращён в СССР вскоре после окончания Великой Отечественной войны.
Реальный диаметр канала ствола данного калибра зависит, во-первых, от конкретного производителя и, во-вторых, от сверловки под определённый тип гильзы: металлическую, пластиковую или папковую. Кроме этого, не следует забывать, что ствол дробового охотничьего оружия обычно имеет различного вида дульные сужения — чоки, пройти через которые без повреждения ствола может отнюдь не любая пуля его калибра, так что во многих случаях тело пули изготавливается по диаметру чока и снабжается центрирующими поясками, которые легко сминаются при прохождении чока. Распространённый калибр сигнальных пистолетов — 26,5 мм — не что иное, как 4-й охотничий калибр.
Калибр — это диаметр канала ствола, выраженный в разных мерах (смотри таблицу):
| Обозначение калибра по числу шаровых пуль в фунте | Средний калибр пули в тысячных долях дюйма | Пример охотничьего оружия | Калибр ствола в миллиметрах (диапазон) |
| 4                                                 | 1,039                                      | ТОЗ-123 «Селезень»        | 26,2—26,6                              |
| 6                                                 | 0,913                                      | ?                         | 23,0—23,4                              |
| 8                                                 | 0,827                                      | ?                         | 20,8—21,2                              |
| 10                                                | 0,784                                      | МЦ-10-10                  | 19,7—20,1                              |
| 12                                                | 0,724                                      | MP-155 «Байкал»           | 18,2—18,6                              |
| 14                                                | 0,685                                      | ?                         | 17,2—17,6                              |
| 16                                                | 0,669                                      | РС-16 «Бекас»             | 16,8—17,2                              |
| 20                                                | 0,626                                      | ТОЗ-134-20                | 15,7—16,1                              |
| 24                                                | 0,587                                      | ЗКМ-1                     | 14,7—15,1                              |
| 28                                                | 0,551                                      | МЦ-5-28                   | 13,8—14,2                              |
| 32                                                | 0,508                                      | МЦ-255-32                 | 12,7—13,1                              |
| 36                                                | 0,500                                      | Р-32-36                   | 12,5—12,9                              |
| 70                                                | 0,410                                      | «Сайга-410К»              | 10,2—10,6                              |

Все погрешности в определении значения калибра объясняются различным весом фунта свинца в различных системах счисления, а также правил округления и желания получить красивую цифру в ряду.
Так вытеснено казнозарядное оружие многих калибров как обладающее очень близкими показателями боя. Уже в XIX веке изготавливались гильзы и стволы, калибры которых кратны числу 4 по четной шкале от 12-го до 36-го, а более крупных калибров кратны числу 2, в том числе 10-го, 8-го, 6-го и даже 4-го калибра.

## Патроны для охотничьего и спортивного оружия
Патроны для охотничьего и спортивного оружия со сверловкой типа Ланкастер и Парадокс
| 1 | 345 ТК           |
| 2 | 366 ткм          |
| 3 | 366 Magnum       |
| 4 | 9,6/53 Ланкастер |

Длина патронников охотничьих гладкоствольных ружей в миллиметрах
| № п/п | мм | дюймы | дробовое значение | Наименование                 |
| 1     | 36 | 1,42  | 1 1/2             | Служебный или травматический |
| 2     | 51 | 2,01  | 2                 | Малый                        |
| 3     | 60 | 2,36  | 2 2/5             | Старый                       |
| 4     | 65 | 2,56  | 2 1/2             | Лёгкий                       |
| 5     | 70 | 2,76  | 2 3/4             | Нормальный                   |
| 6     | 73 | 2,87  | 2 4/5             | Минимагнум или полумагнум    |
| 7     | 76 | 2,99  | 3                 | Магнум                       |
| 8     | 89 | 3,5   | 3 1/2             | Супермагнум                  |

## Калибр российской артиллерии

### В сухопутной
В Европе термин калибр артиллерии появился в 1546 году, когда Георг Гартман из Нюрнберга разработал устройство, получившее название шкала Гартмана. Она представляла собой призматическую четырёхгранную линейку. На одну грань были нанесены единицы измерения (дюймы), на три другие — фактические размеры (в зависимости от веса в фунтах) железных, свинцовых и каменных ядер, соответственно.
Примеры (приблизительно):
- 1 грань — отметка свинцового ядра массой 1 фунт — соотносится с 1,5 дюймами;
- 2 грань — отметка железного ядра массой 1 фунт — соотносится с 2,5 дюймами;
- 3 грань — отметка каменного ядра массой 1 фунт — соотносится с 3 дюймами.

Таким образом, зная размер или вес снаряда, можно было легко комплектовать, а главное, изготовлять боевые припасы. Подобная система просуществовала в мире около трёхсот лет.
В России до Петра I единых стандартов не существовало. Имевшиеся в армии пушки и пищали характеризовались каждая по отдельности по весу снаряда, в русских национальных единицах. В допетровских описях упоминаются орудия от 1/8 гривенки до пуда. В начале XVIII века по поручению Петра I генерал-фельдцейхмейстер граф Брюс на основе шкалы Гартмана разработал отечественную систему калибров. Она разделяла орудия по артиллерийскому весу снаряда (чугунного ядра). Единицей измерения служил артиллерийский фунт — чугунный шар диаметром 2 дюйма и весом 115 золотников (около 490 граммов). При этом не имело значения, какими видами снарядов стреляет орудие — картечью, бомбами или чем-либо ещё. Учитывался лишь теоретический артиллерийский вес, которым могло выстрелить орудие при своем размере. Были также разработаны таблицы, соотносящие артиллерийский вес (калибр) с диаметром канала ствола. Офицерам-артиллеристам вменялось в обязанность оперировать как калибрами, так и диаметрами. В «Морском Уставе» (Санкт-Петербург, 1720 год), в главе седьмой «Об офицере артиллерии, или констапеле», в пункте 2 записано: «Должено перемерять ядры, сходны ли их диаметры с калибрами пушек и расположить их на корабле по своим местам». Эта система была введена царским указом в 1707 г. и продержалась более чем полтора столетия.
Примеры:
- 3-фунтовая пушка, пушка калибром 3 фунта — официальные названия;
- артиллерийский вес 3 фунта — основная характеристика орудия;
- размер 2,8 дюйма — диаметр канала ствола, вспомогательная характеристика орудия.

На практике это была маленькая пушка, стрелявшая ядрами весом около 1,5 кг и имевшая калибр (в нашем понимании) около 71 мм.
Козловский Давид Евстафьевич в своей книге даёт перевод русского артиллерийского веса в метрические калибры:
- 3 фунта — 76 мм,
- 4 фунта — 88 мм,
- 6 фунтов — 96 мм,
- 12 фунтов — 120 мм,
- 18 фунтов — 137 мм,
- 24 фунта — 152 мм,
- 60 фунтов — 195 мм.

Особое место в этой системе занимали разрывные снаряды (бомба). Их вес измерялся в пудах (1 пуд — 40 торговым фунтам — равен примерно 16,38 кг). Связано это с тем, что бомбы были полыми, со взрывчаткой внутри, то есть изготовлены из материалов разной плотности. При их производстве было значительно удобней оперировать общепринятыми весовыми единицами.
Козловский приводит следующие соотношения:
- 1/4 пуда — 120 мм,
- 1/2 пуда — 152 мм,
- 1 пуд — 196 мм,
- 2 пуда — 245 мм,
- 3 пуда — 273 мм,
- 5 пудов — 333 мм.

Для бомб предназначалось специальное орудие — бомбарда, или мортира. Её тактико-технические характеристики, боевые задачи и система калибрования позволяют говорить об особом виде артиллерии. На практике небольшие бомбарды часто стреляли обычными ядрами, и тогда одно и то же орудие имело разные калибры — общий в 12 фунтов и специальный в 10 фунтов.
Введение калибров, помимо прочего, стало хорошим материальным стимулом для солдат и офицеров. Так, в «Морском Уставе», напечатанном в Санкт-Петербурге в 1720 году, в главе «О награждении» приводятся суммы наградных выплат за взятые у неприятеля пушки:
- 30-фунтовая — 300 рублей,
- 24-фунтовая — 250 рублей,
- 18-фунтовая — 210 рублей,
- 12-фунтовая — 170 рублей,
- 8-фунтовая — 130 рублей,
- 6-фунтовая — 90 рублей,
- 4- или 3-фунтовая — 50 рублей,
- 2-фунтовая или ниже — 15 рублей.

Во второй половине XIX века с введением нарезной артиллерии шкала подверглась корректировке в связи с изменениями характеристик снаряда, но принцип остался тем же.

### В морской или корабельной
По калибру орудий (пушек) Морская или Корабельная артиллерия делилась, в 1930-е годы, на:
- крупную — от 203 мм до 406 мм;
- среднюю — от 100 мм до 203 мм;
- мелкую — от 47 мм до 100 мм[9].

Кроме того, на кораблях устанавливались автоматические пушки в 37 и 40 мм.
На начало XX столетия в английском флоте крупнейшим калибром орудий на линейных кораблях (сверхдредноуты и дредноуты), а также на крейсерах-дредноутах являлись 15-дюймовое (38,1 см), на кораблях, спущенных на воду в 1912—1913 годах — 13½-дюймовое (34,3 см). В германском флоте, до самого последнего времени, главная артиллерия была 11 и 12-дюймового калибра и только для артиллерии строящихся судов принят был калибр 15-дюймов Во флотах других крупных государств, в том числе и в Русском флоте, главной артиллерией являются 14-дюймовые, 13½-дюймовые и 12-дюймовые пушки и лишь в Североамериканских Соединенных Штатах испытывали, как для флота, так и для береговых батарей, 16-дюймовые орудия.
На окончание XIX столетия на судах Русского флота имелись пушки следующих калибров: 12-, 11-, 10-, 9-, 8- и 6-, 21/2- и 13/4-дюймовые, 120-, 75-, 47- и 37-миллиметровые, 9- и 4-фунтовки.
В другом источнике[каком?] указана другая классификация калибров морской или корабельной артиллерии:
с 1860 года до 1946 года
- Крупный калибр — 240 мм и более.
- Средний калибр — от 100 до 190 мм[12].
- Малый калибр — менее 100 мм.

с 1946 года по настоящее время
- Крупный калибр — 180 мм и более.
- Средний калибр — от 100 до 179 мм.
- Малый калибр — менее 100 мм.